# José Santos Guardiola (Islas de la Bahía)
José Santos Guardiola es un municipio del departamento de Islas de la Bahía en la República de Honduras. La capital del municipio es Oak Ridge.

## Toponimia
El nombre lo lleva en honor del general brigadier José Santos Guardiola Bustillo, Presidente constitucional de Honduras entre 1856 a 1862, época en la que se firmó el Tratado de Comayagua (1859) por el que el Imperio británico entregó las islas de la bahía a la República de Honduras.

## Límites
Localizado en la isla de Roatán. José Santos Guardiola, tiene como cabecera a Oak Ridge.
| Orientación | Límite                                 |
| ----------- | -------------------------------------- |
| Norte       | Mar Caribe                             |
| Sur         | Mar Caribe                             |
| Este        | Mar Caribe                             |
| Oeste       | Municipio de Roatán, Islas de la Bahía |

Su extensión territorial es de 64.37 km².

## Historia

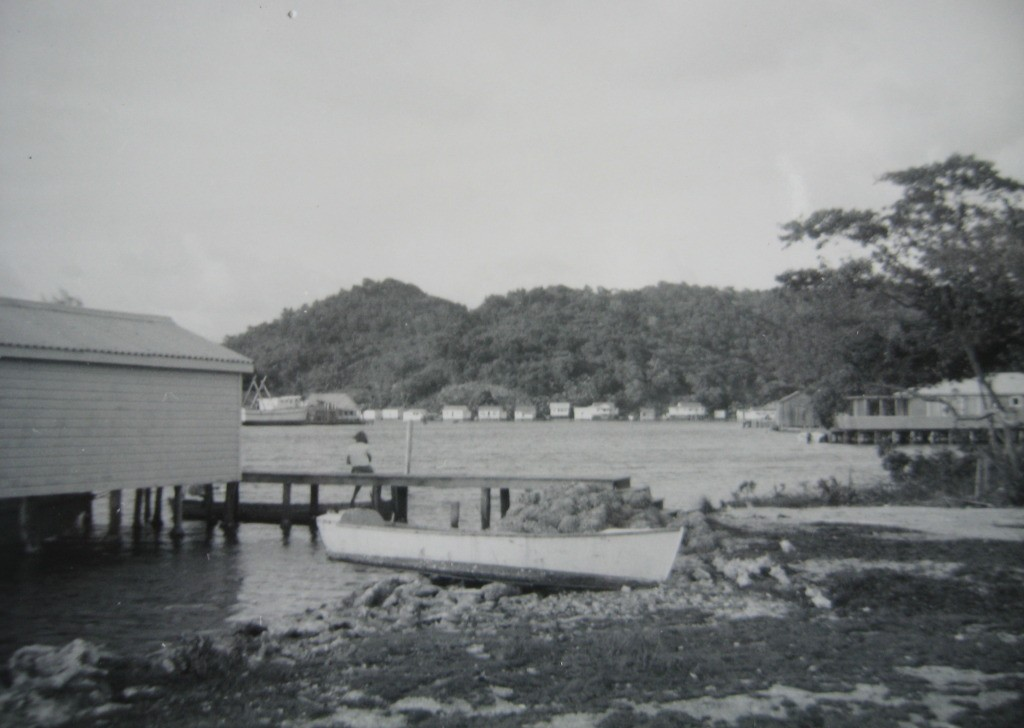
Oak Ridge, Roatán, Honduras en 1968.

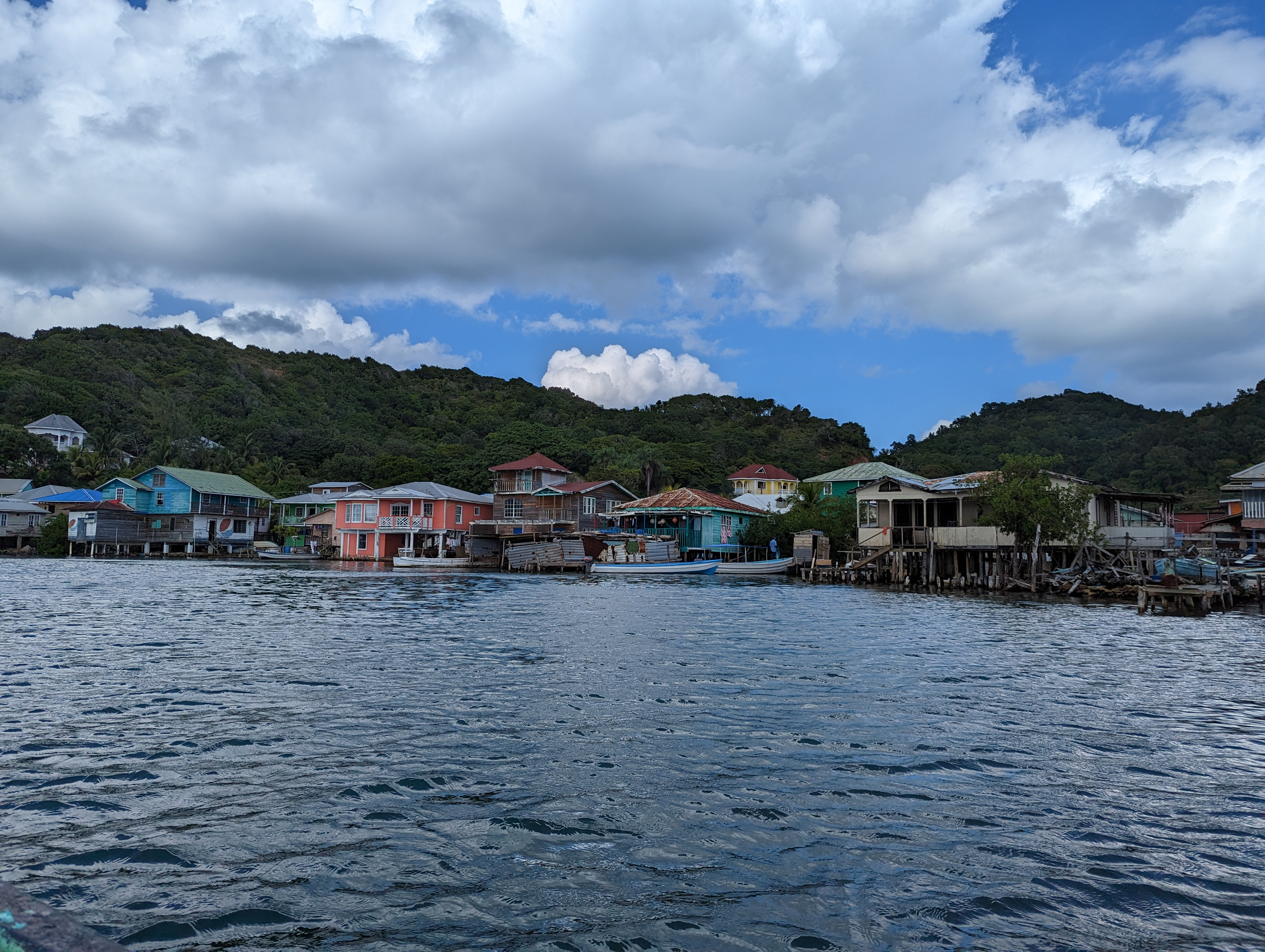
El puerto de Oak Ridge, José Santos Guardiola, en 2023.

El municipio fue creado por Decreto presidencial, emitido en el año de 1960.

## Población
De acuerdo al censo oficial de 2001, tiene una población de 7625 habitantes.

## División Política
Aldeas: 9 (2013)
Caseríos: 66 (2013)
| Código | Aldea                             |
| ------ | --------------------------------- |
| 110301 | José Santos Guardiola o Oak Ridge |
| 110302 | Calabash Bight                    |
| 110303 | Isla de Barbareta                 |
| 110304 | Jonesville Point                  |
| 110305 | Long The Shore                    |
| 110306 | Pollytilly Bight                  |
| 110307 | Punta Gorda                       |
| 110308 | St. Helene o Banda Sur            |
| 110309 | Six Huts                          |